# نیکلاس کتسنبک
نیکلاس کَتسِنبَک (انگلیسی: Nicholas Katzenbach; ۱۷ ژانویهٔ ۱۹۲۲ – ۸ مهٔ ۲۰۱۲) سیاست‌مدار اهل ایالات متحده آمریکا بود.
وی همچنین برندهٔ جوایزی همچون بورسیه رودز شده‌است.